# Iraklidis
Iraklidis (griechisch Δημοτική Ενότητα Ηρακλειδών Dimotikí Enótita Iraklidón) ist einer von drei Gemeindebezirken der griechischen Gemeinde und Insel Kos. Er entstand aus der 1997 gegründeten Gemeinde Iraklidis im Rahmen der Verwaltungsreform 2010, als die damaligen Gemeinden der Insel zur Gemeinde Kos fusioniert wurden. Der Gemeindebezirk Iraklidis ist in drei Stadtbezirke untergliedert.

## Lage
Mit 158,964 km² entfallen mehr als die Hälfte der Inselfläche auf den Gemeindebezirk. Im Osten grenzt der Gemeindebezirk Dikeos an. Die Grenze verläuft von der Südküste zum westlichen Hauptkamm des Dikeos-Gebirges auf Höhen über 700 m steil ansteigend und folgt anschließend seinen westwärts reichenden Ausläufern. Von der Inselmitte zur Nordküste liegen die Höhen selten über 100 m, der Trockenbach Evrimos bildet bis zur Nordküste die natürliche Grenze. Die im äußersten Westen gelegene Kefalos-Halbinsel steigt auf maximal 427 m an.

## Verwaltungsgliederung
Der Gemeindebezirk Iraklides ist in drei Stadtbezirke mit sieben Dörfern untergliedert.
| Stadtbezirk | griechischer Name              | Code     | Fläche (km²) | Einwohner 2001 | Einwohner 2011 | Orte                          |
| ----------- | ------------------------------ | -------- | ------------ | -------------- | -------------- | ----------------------------- |
| Andimachia  | Δημοτική Κοινότητα Αντιμαχείας | 64010301 | 54,000       | 2573           | 2538           | Andimachia, Mastichari        |
| Kardamena   | Δημοτική Κοινότητα Καρδαμαίνης | 64010302 | 35,150       | 1783           | 1650           | Kardamena                     |
| Kefalos     | Δημοτική Κοινότητα Κεφάλου     | 64010303 | 71,388       | 2607           | 2638           | Kefalos, Kamari, Kambos, Onia |
| Gesamt      | Gesamt                         | 640103   | 160,538      | 6963           | 6826           |                               |

## Verkehr
Auf dem Gebiet des Gemeindebezirks südlich von Andimachia liegt der Flughafen Kos. Die Straßenverbindung vom Flughafen ostwärts nach Kos beträgt etwa 23 km, nach Kefalos im Westen etwa 17 km. Von den touristisch geprägten Küstenorten Kardamena im Süden und Mastichari im Norden existieren Fährverbindungen zu den Nachbarinseln Nisyros und Kalymnos.